# Tithorea hermias
Tithorea hermias är en fjärilsart som beskrevs av Frederick DuCane Godman och Osbert Salvin 1898. Tithorea hermias ingår i släktet Tithorea och familjen praktfjärilar. Inga underarter finns listade i Catalogue of Life.